# 大坑及掃桿埔
大坑及掃桿埔（英語：Tai Hang and So Kon Po，取消時代號N03）是香港灣仔區議會的一個選區，範圍涵蓋大坑、掃桿埔、渣甸山，1981年設立，1994年分拆為大坑及渣甸山選區。

## 範圍
取消時選區東至銅鑼灣道至禮賢里向東拉直線至金龍臺同一水平至勵德邨道，北至高士威道、禮頓道至保良局，西部沿連道、樂活道(唯樂活道所有樓宇屬於跑馬地選區)、大坑道、黃泥涌峽道至大潭水塘道，區內以低密度私人樓宇為主，人口變動不大。與其相鄰的選區有跑馬地和銅鑼灣中，與及東區的銅鑼灣北、銅鑼灣中、北角東、南區的赤柱、石澳及海灣。

## 沿革
1982年區議會選舉，灣仔區設有5個選區，每區選出一席，大坑及掃桿埔選區包括大坑、掃桿埔、渣甸山範圍。根據香港政府憲報一九八二年第三十四期，當時有兩個票站，分別是高士威道皇仁書院及大坑道瑞士花園。選舉由朱榮基以593票打敗對手黃孟甫506票及周蔭華376票，當選本區首任區議員。
1985年區議會選舉，灣仔區維持5個選區，其中大坑及掃桿埔選區選出兩席。根據香港政府憲報一九八四年第三十二期，設有兩個票站，分別是高士威道皇仁書院及大坑道瑞士花園。選舉由代表香港革新會的陳韻雲以2,011票取得第一席，第二席則由湛祐棠以1,218票打敗對手朱榮基的585票。
1988年區議會選舉，大坑及掃桿埔選區維持不變，根據香港政府憲報一九八七年第三十三期，當時設有兩個票站，分別是高士威道皇仁書院及大坑道瑞士花園。本區吸引到三名參選人，結果由太平山學會[陳韻雲]]以1,591票取得第一席，第二席則由湛祐棠以1,139票打敗對手太平山學會區焯基的655票。
1991年區議會選舉，根據香港政府憲報一九九O年第三十二期，當時設有兩個票站，分別是高士威道皇仁書院及大坑道瑞士花園。港同盟派出楊運瓊參選，對上無黨派鄭光明及港人論壇關柏林，最後楊鄭二人輕取關柏林當選，其中楊得到1,323票，鄭得877票，多於關的368票。
1993年港督彭定康推行政改方案改革區議會，取消所有委任議席及雙議席選區制度，全面實行單議席單票制，並改由選區分界及選舉事務委員會制定，區議會選區數目亦隨人口變動而大幅增加，原有的雙議席大坑及掃桿埔選區依加路連山道、東院道、大坑道分拆為北面的大坑選區及南面的渣甸山選區，而楊運瓊及鄭光明都未有參選1994年區議會選舉。

## 歷屆議員
| 屆別           | 議員   | 政治聯繫 | 政治聯繫 | 議員           | 政治聯繫        | 政治聯繫       |
| -------------- | ------ | -------- | -------- | -------------- | --------------- | -------------- |
| 1982年－1985年 | 朱榮基 |          | 無黨籍   | 定為單議席選區 | 定為單議席選區  | 定為單議席選區 |
| 1985年－1988年 | 陳韻雲 | 湛祐棠   | 無黨籍   |                | 無黨籍          |                |
| 1988年－1991年 | 陳韻雲 | 湛祐棠   | 無黨籍   |                | 無黨籍          |                |
| 1991年－1994年 | 鄭光明 | 楊運瓊   | 無黨籍   |                | 港 香港民主同盟 |                |

## 歷屆選舉結果
| 政党   | 政党         | 候选人 | 票数  | %     | ±      |
| ------ | ------------ | ------ | ----- | ----- | ------ |
|        | 香港民主同盟 | 楊運瓊 | 1,323 | 51.52 | 不適用 |
|        | 無黨派       | 鄭光明 | 877   | 34.15 | 不適用 |
|        | 港人論壇     | 關柏林 | 368   | 14.33 | 不適用 |
| 多数票 | 多数票       | 多数票 | 509   | 19.82 | +5.52  |

| 政党   | 政党       | 候选人 | 票数  | %     | ±      |
| ------ | ---------- | ------ | ----- | ----- | ------ |
|        | 太平山學會 | 陳韻雲 | 1,591 | 47.00 | 不適用 |
|        | 無黨派     | 湛祐棠 | 1,139 | 33.65 | 不適用 |
|        | 太平山學會 | 區焯基 | 655   | 19.35 | 不適用 |
| 多数票 | 多数票     | 多数票 | 633   | 14.30 | -2.30  |

| 政党   | 政党   | 候选人 | 票数  | %     | ±      |
| ------ | ------ | ------ | ----- | ----- | ------ |
|        | 革新會 | 陳韻雲 | 2,011 | 58.73 | 不適用 |
|        | 無黨派 | 湛祐棠 | 1,218 | 31.94 | 不適用 |
|        | 無黨派 | 朱榮基 | 585   | 15.34 | 不適用 |
| 多数票 | 多数票 | 多数票 | 633   | 16.60 | -44.61 |

| 政党   | 政党   | 候选人 | 票数 | %     | ±      |
| ------ | ------ | ------ | ---- | ----- | ------ |
|        | 無黨派 | 朱榮基 | 593  | 40.20 | 新選區 |
|        | 無黨派 | 黃孟甫 | 506  | 34.31 | 新選區 |
|        | 無黨派 | 周蔭華 | 376  | 25.49 | 新選區 |
| 多数票 | 多数票 | 多数票 | 130  | 61.21 | 新選區 |

## 資料來源與註釋
- 《香港選舉資料匯編：1982年-1994年》 雷競璇 沈國祥編 1995年出版 ISBN 962-441-519-6